# 松陵街道
松陵街道是中华人民共和国江苏省苏州市吴江区下辖的一个街道办事处，位于苏州市吴江区西南部，太湖之滨，是著名的“缝纫机之乡”、“毛衫之乡”。原为松陵镇，2018年10月撤销松陵镇，设立松陵街道。以原松陵镇的西塘、北门、鲈乡三村、鲈乡二村、东门、城中、石里、西元圩、梅石、祥泰10个居委会和南厍、江新、南刘、第二渔业、戗港5个村委会区域以及原滨湖街道的奥林清华、水乡、新园、苏河、湖滨华城、龙河、水秀、长板、冬梅9个居委会和长安、芦荡、捕捞、联团、高新、吴模、梅里7个村委会区域为松陵街道行政区域。松陵街道办事处驻湖滨华城居委会境内，办公地址为鲈乡南路969号。松陵街道面积64.88平方公里，人口约14.76万人。区划代码改为320509002。
2019年中国百强乡镇第12名。
2019年12月，松陵街道入选“2016—2018年度江苏省文明乡镇”。

## 行政区划
松陵街道共设西塘、北门、鲈乡三村、鲈乡二村、东门、城中、石里、西元圩、梅石、祥泰、奥林清华、水乡、新园、苏河、湖滨华城、龙河、水秀、长板、冬梅19个居委会和南厍、江新、南刘、第二渔业、戗港、长安、芦荡、捕捞、联团、高新、吴模、梅里12个村委会。